# Булгаковка (Луганская область)
Булга́ковка (укр. Булгаківка) — село в Кременском районе Луганской области Украины, административный центр Булгаковского сельского совета.
Население по переписи 2001 года составляло 512 человек. Почтовый индекс — 92930. Телефонный код — 6454. Занимает площадь 1,095 км². Код КОАТУУ — 4421680701.

## Местный совет
92930, Луганська обл., Кремінський р-н, с. Булгаківка, вул. Совєтська  (укр.)